# University of Europe for Applied Sciences
Die University of Europe for Applied Sciences, bis 2017 Business and Information Technology School (BiTS) und von 2018 bis Januar 2021 University of Applied Sciences Europe, ist eine staatlich anerkannte private Fachhochschule mit Sitz in Potsdam und weiteren Standorten in Berlin, Hamburg und Iserlohn.
Die BiTS wurde im Jahr 2000 von Dietrich Walther gegründet, der bis zum 30. November 2010 auch ihr Präsident war. Träger war die BiTS Business and Information Technology School GmbH, die sich von 2008 bis Juni 2017 im Eigentum der Laureate Education Inc. befand.
Im März 2017 übernahm die BiTS die BTK Berliner Technische Kunsthochschule durch Verschmelzung und wurde im darauf folgenden Monat in „University of Applied Sciences Europe“ umbenannt.
Seit April 2018 befindet sich die Fachhochschule im Besitz der Global University Systems (GUS). Träger der Fachhochschule ist die University of Applied Sciences Europe GmbH, bis Januar 2021 University of Applied Sciences Europe GmbH.
Die Schule finanziert sich durch Studiengebühren.

## Geschichte

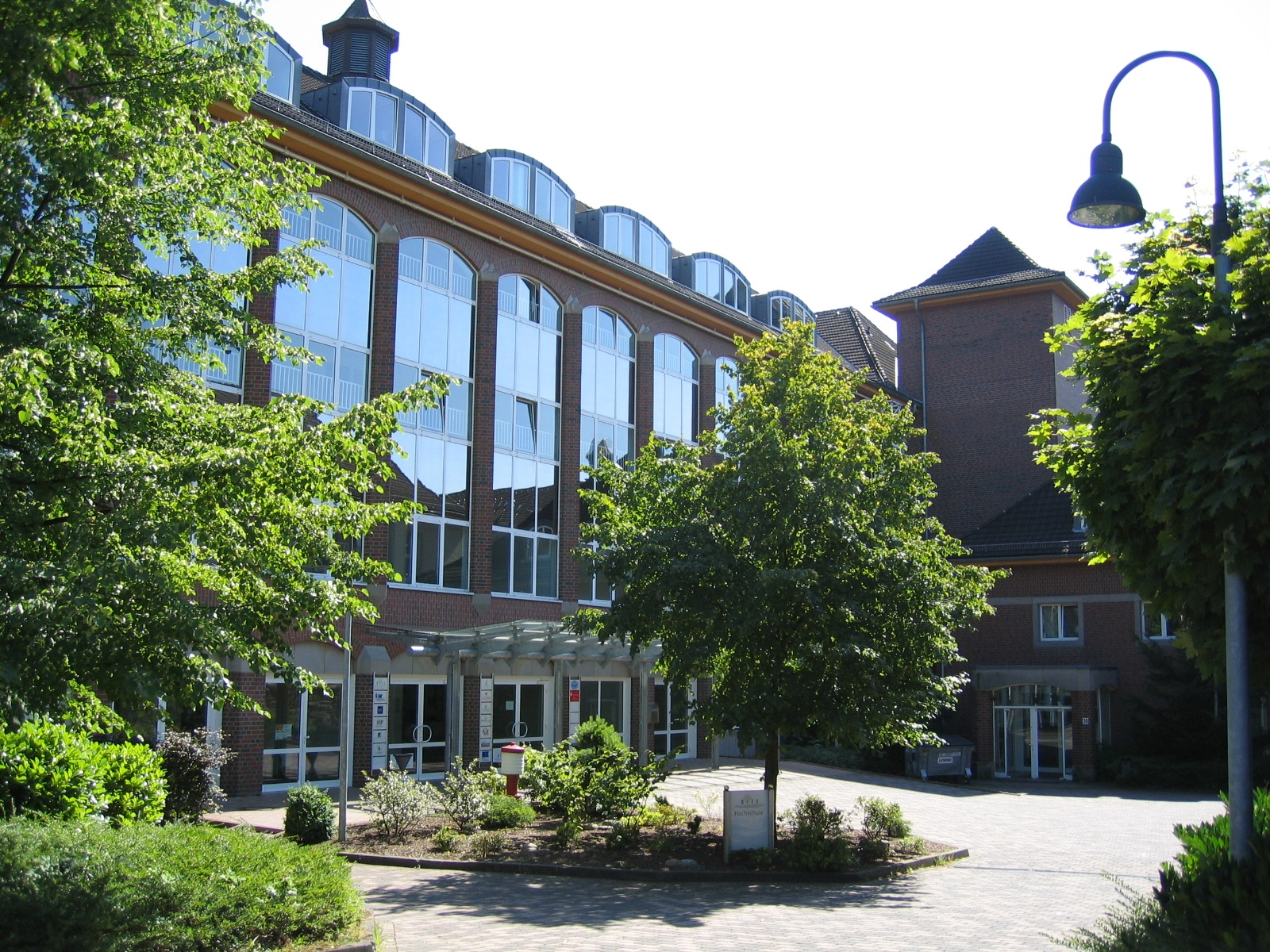
Vorlesungsgebäude in Iserlohn

Die Bildungseinrichtung begann als Business and Information Technology School (BiTS) zum Wintersemester 2000/2001 ihren Lehrbetrieb mit 25 Studenten der Betriebswirtschaftslehre. Gegründet wurde die private Fachhochschule von Dietrich Walther, erste Gesellschafter waren die Gold-Zack Werke und die Gontard & MetallBank. Die Vorlesungen fanden in direkter Nachbarschaft zum heutigen Campus Iserlohn in den Räumlichkeiten des heutigen Hotels Campus Garden statt. Ein Jahr später wurden die Vorlesungsräume in die heutigen Gebäude verlegt. Zugleich wurde das Programm um die Studiengänge Medienmanagement und Wirtschaftsinformatik erweitert.
Zum Wintersemester 2003/2004 startete mit Business Psychology der erste Bachelor-Studiengang, womit die BiTS mit der Umstellung der Studienprogramme im Zuge des Bologna-Prozesses begann.

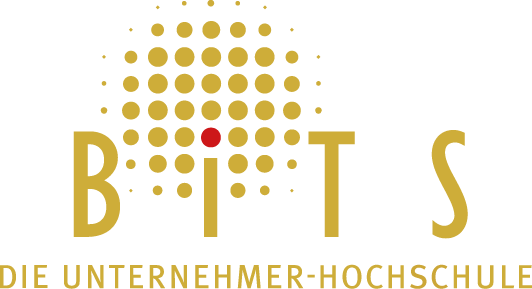
Logo des BiTS bis 2017

2008 erwarb der internationale Bildungskonzern Laureate Education Inc. über seine deutsche Tochter Laureate Germany Holding GmbH einen 76-prozentigen Anteil an der BiTS. Zugleich gab Gründungspräsident Dietrich Walter sein Amt an Thorsten Bagschik ab, den Geschäftsführer der Laureate Germany Holding GmbH.
Rektor Stefan Stein und CEO Laureate Germany Carlos Bertrán waren Geschäftsführer der Business and Information Technology School.
Im März 2017 übernahm die Hochschule BiTS die BTK Berliner Technische Kunsthochschule. Nach Durchführung der Verschmelzung benannte sich im darauffolgenden Monat Oktober die BiTS – Business and Information Technology School in University of Applied Sciences Europe GmbH um und verlegte ihren Sitz nach Potsdam. Seit Januar 2021 firmiert die Hochschule unter University of Europe for Applied Sciences GmbH.

## Gliederung und Studiengänge
Rektor der BiTS/UE war seit Januar 2015 Stefan Stein. Seit 1. September 2019 ist Rektor für den Campus Iserlohn, Hamburg und Berlin Maurits van Rooijen.
Die Bachelor-, Bachelor Dual- und Master-Studiengänge der Hochschule University of Applied Sciences Europe sind in unterschiedliche Fachbereiche aufgeteilt. Master Online- und Master-Doppelabschluss-Studiengänge sind nur in den zwei Fachbereichen Sport, Medien & Event und Wirtschaft möglich.
Der Wirtschaftsfachbereich setzt sich aus den Studiengängen Betriebswirtschaftslehre, Wirtschaftspsychologie, Psychologie, Finanzen und Controlling, Unternehmensführung sowie (Wirtschafts-)Recht zusammen.
Der Bereich „Sport, Medien & Event“ widmet sich Fragestellungen aus dem nationalen und internationalen Sportsektor, der Medien- und Kommunikationsbranche sowie dem Eventmarkt.
Gestaltung, Medien, Technik und Unternehmergeist wird in den Studiengängen im Fachbereich „Art & Design“ vermittelt.
Deutschsprachige Studiengänge des Bereichs Wirtschaft
- Betriebswirtschaftslehre (B.Sc.)
- Digital Business & Data Science (B.Sc.)
- Psychologie (B.Sc.)
- Wirtschaftsrecht (LL.B.)
- Wirtschaftspsychologie (B.Sc.)
- Corporate Management (M.Sc.)
- Wirtschaftspsychologie (M.Sc.)
- International Online MBA

DUAL
- BWL & Steuern (B.Sc.)
- Betriebswirtschaftslehre (B.Sc.)

Englischsprachige Studiengänge des Bereichs Wirtschaft
- Business and Management Studies (B.Sc.)
- Digital Business & Data Science (B.Sc.)
- Corporate Management (M.Sc.)
- Entrepreneurial Economics (M.Sc.)

Deutschsprachige Studiengänge des Bereichs Sport, Medien & Event
- Journalismus & Unternehmenskommunikation (B.A.)
- Kommunikations- & Medienmanagement (B.Sc.)
- Sport & Event Management (B.Sc.)
- International Sport & Event Management (M.A.)
- Marketing Management & PR (M.A.)

Englischsprachige Studiengänge des Bereichs Sport, Medien & Event
- International Sport & Event Management (M.A.)

DUAL
- Sport & Event Management at ALBA Berlin College (B.Sc.)

Deutschsprachige Studiengänge des Bereichs Art & Design
- Fotografie (B.A.)
- Kommunikationsdesign (B.A.)
- Motion Design (B.A.)
- Illustration (B.A.)
- Game Design (B.A.)

Englischsprachige Studiengänge des Bereichs Art & Design
- Photography (B.A.)
- Communication Design (B.A.)
- Game Design (B.A.)
- Communication Design (M.A.)
- Design/Media Spaces (M.A.)
- Photography (M.A.)

## Campus
Der Campus der Hochschule in Iserlohn war bis in die 1990er-Jahre Standort eines britischen Militärkrankenhauses. Das Gelände befindet sich in der Nähe des Seilersees im östlichen Teil der Stadt Iserlohn unweit der A 46. Die Vorlesungsräume befinden sich im Hauptgebäude des Campus, das direkt an die benachbarte Internatsschule am Seilersee grenzt. Gegenüber dem Gebäude B 7 liegen die Mensa und ein Wohnheim mit etwa 80 Appartements. In einem Wettbewerb der Zeitschrift Unicum wurde der Campus zum drittschönsten Universitäts-Gelände Deutschlands gewählt.
Seit dem Wintersemester 2012/2013 bot die BiTS auch einen Teil ihrer Studiengänge auf dem neu gegründeten Campus in Berlin an. Der BiTS Campus in Berlin ist in der Dessauer Straße 3–5, unweit des Potsdamer Platzes untergebracht.
Im Wintersemester 2013/2014 kam ein weiterer Standort in Hamburg hinzu. Zum 1. Oktober 2014 startete die BiTS ihre Semester auf einem neuen Campus in Hamburg Altona gemeinsam mit der BTK – Hochschule für Gestaltung in der Museumstraße 39 direkt am Bahnhof Altona.
Berlin und Hamburg sind nach Umbenennung der BiTS in University of Applied Sciences Europe (UE) und der vorherigen Verschmelzung, seit 2017 offizielle Campusstandorte der UE.

## Studium und Lehre

### Forschung
An der Hochschule sind einige Institute angegliedert, die sich neben der Forschung auch der praktischen Arbeit in ihren Aufgabenfeldern widmen. Die Unternehmensberatung b.one consulting wurde im Wintersemester 2001/02 von BWL-Studenten des ersten Semesters gegründet. Beratungsleistungen werden in den Bereichen Unternehmensführung, Human Resources sowie Marketing und Vertrieb angeboten.
Mit GAIA besteht seit 2009 ein Institut für Umweltmanagement an der BiTS, dessen Aufgabe vor allem in der Forschung auf diesem Gebiet liegt. Das Institut für Eventmanagement setzt den Schwerpunkt seiner Aktivitäten auf Event-Controlling, die wissenschaftliche Auswertung von Events. Das Institut für Privatkunden beschäftigt sich in erster Linie mit dem Verhalten von Privatkunden bei der Vermögensplanung. Neben der Beratung vermögender Privatkunden bietet das Institut auch Gutachten an. Als Organ der Gesellschaft für Controlling von Thomas Reichmann wurde an der BiTS im Oktober 2003 das Institut für Management & Controlling gegründet. Die Leistungen des Instituts umfassen die Forschung, die Betreuung bei wissenschaftlichen Arbeiten und eine Unternehmensberatung in diesem Bereich.
Das im Jahr 2005 gegründete Institut für Wissensmanagement befasst sich mit der Forschung und Unternehmensberatung im Bereich Wissensmanagement. Vermittlungstechniken wirtschaftswissenschaftlicher Themen untersucht das Institut für ökonomische Bildung und Wissenstransfer, das sich für eine Thematisierung wirtschaftlicher Grundlagen bereits im Kindergarten und in der Grundschule einsetzt. Das Institut für Kooperationsstrategien, das im März 2007 gegründet wurde, verknüpft die Forschung mit der Umsetzung der gewonnenen Erkenntnisse hinsichtlich Consulting und Kooperationsmöglichkeiten in Wirtschaftsunternehmen. Die Schwerpunkte des Instituts liegen in den Unternehmensbereichen Organisation und Human Resources. Forschung, Politikberatung und Seminare sind die Geschäftsfelder des Forschungsinstituts für Regional- und Clustermanagement, das die Wettbewerbsfähigkeit von Regionen untersucht und verbessern möchte.

### Studentische Initiativen und Ressorts

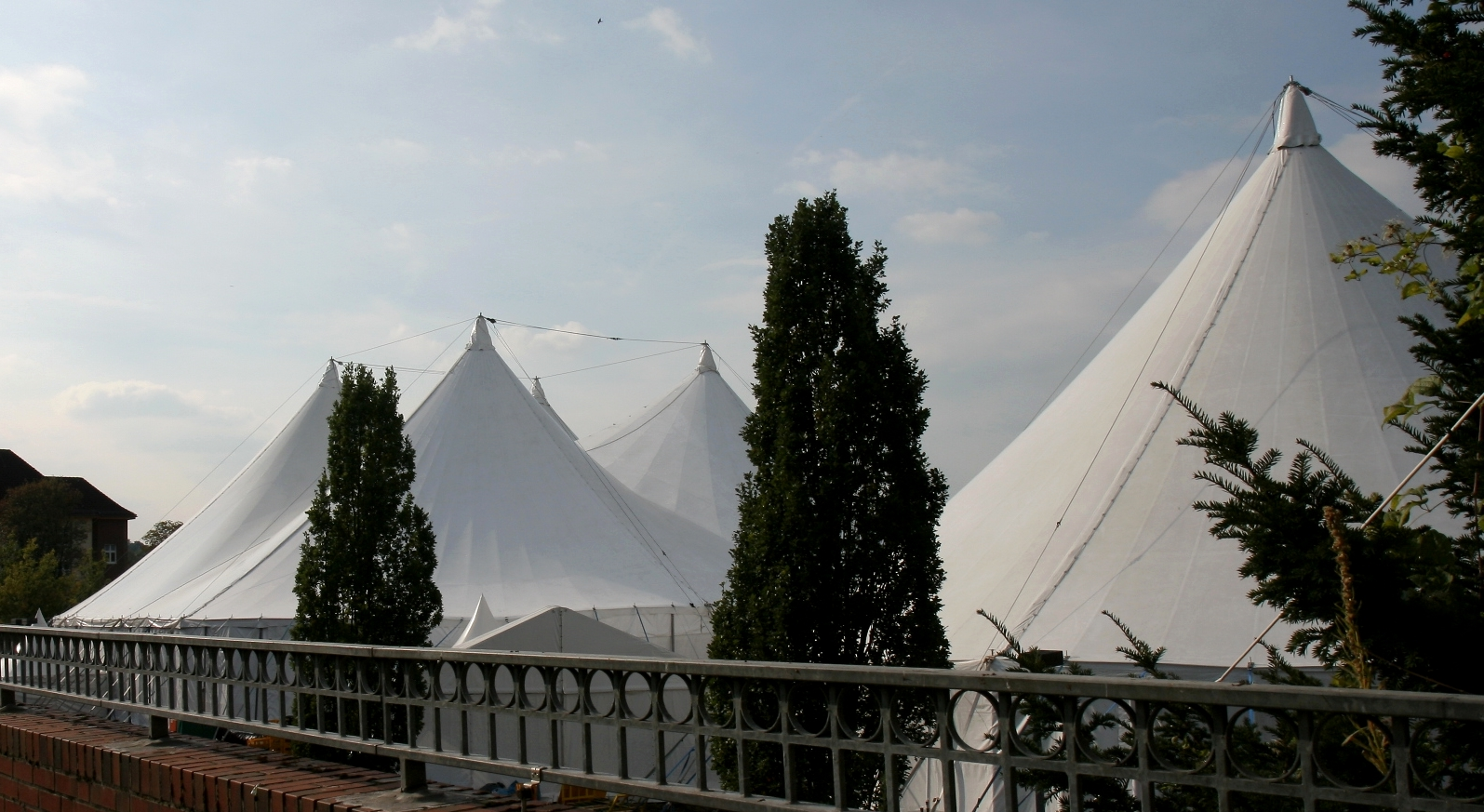
Das Zeltdorf des Campus Symposiums 2008

Das Campus Symposium, ein internationales Wirtschaftstreffen, fand zum ersten Mal 2005 statt und wird von Studenten aller Fachrichtungen organisiert. Inzwischen wurde eine GmbH zur Organisation des Symposiums gegründet, in der ein fester Kern von Mitarbeitern neben den Studenten ganzjährig mit der Planung beschäftigt ist. Seit 2006 wird das Symposium in einer Zeltstadt auf dem Campus ausgerichtet.
Der Rubicon Contest ist ein seit 2006 jährlich ausgetragener internationaler Wettbewerb für Wirtschaftsstudenten, an dem jeweils rund 20 Teams teilnehmen. Zu den Aufgaben gehört ein betriebswirtschaftliches Planspiel sowie die Bearbeitung einer Fallstudie.
Außerdem bestehen das Campus-Magazin BiTSlicht, das Online-Radio bits.fm sowie das Campus-Fernsehen BiTS-TV. Soziale Projekte fördern die Ressorts BiTS-Vision, das internationale Entwicklungsarbeit unterstützt, sowie BiTS 2 Society, das in der Region engagiert ist. Die Mitglieder von b.selected geben in Seminaren an Schulen Bewerbungstipps, während das Ressort IRIS – International Relations for Incoming Students Austauschstudenten während ihres Aufenthalts an der BiTS betreut.

## Persönlichkeiten

### Bekannte Dozenten
- Uwe Freimuth, ehemaliger Zehnkämpfer und Trainer[31]
- Gabriele Krone-Schmalz, deutsche Fernsehjournalistin und Autorin[32][33]
- Matthias Leupold – Fotograf und Dokumentarfilmer[34]
- Friedrich Schade, ehemaliger Bankvorstand[35][36]

### Studenten und Alumni
- Lars Börgeling, Stabhochspringer, Sport and Event Management[37]
- Stefan Langwieder, Eishockeyspieler, Business and Management Studies[38]
- Maximilian Vollmar, Schauspieler, Sport and Event Management[39]
- Paul Ziemiak, ehemaliger Generalsekretär der CDU[40], Journalism and Business Communication (ohne Abschluss)[41]
- Konstantinos Sampanis, Filmemacher, gewann 2013 den Emmy Award, Communication & Media Management[42]